# Stillwellbergen

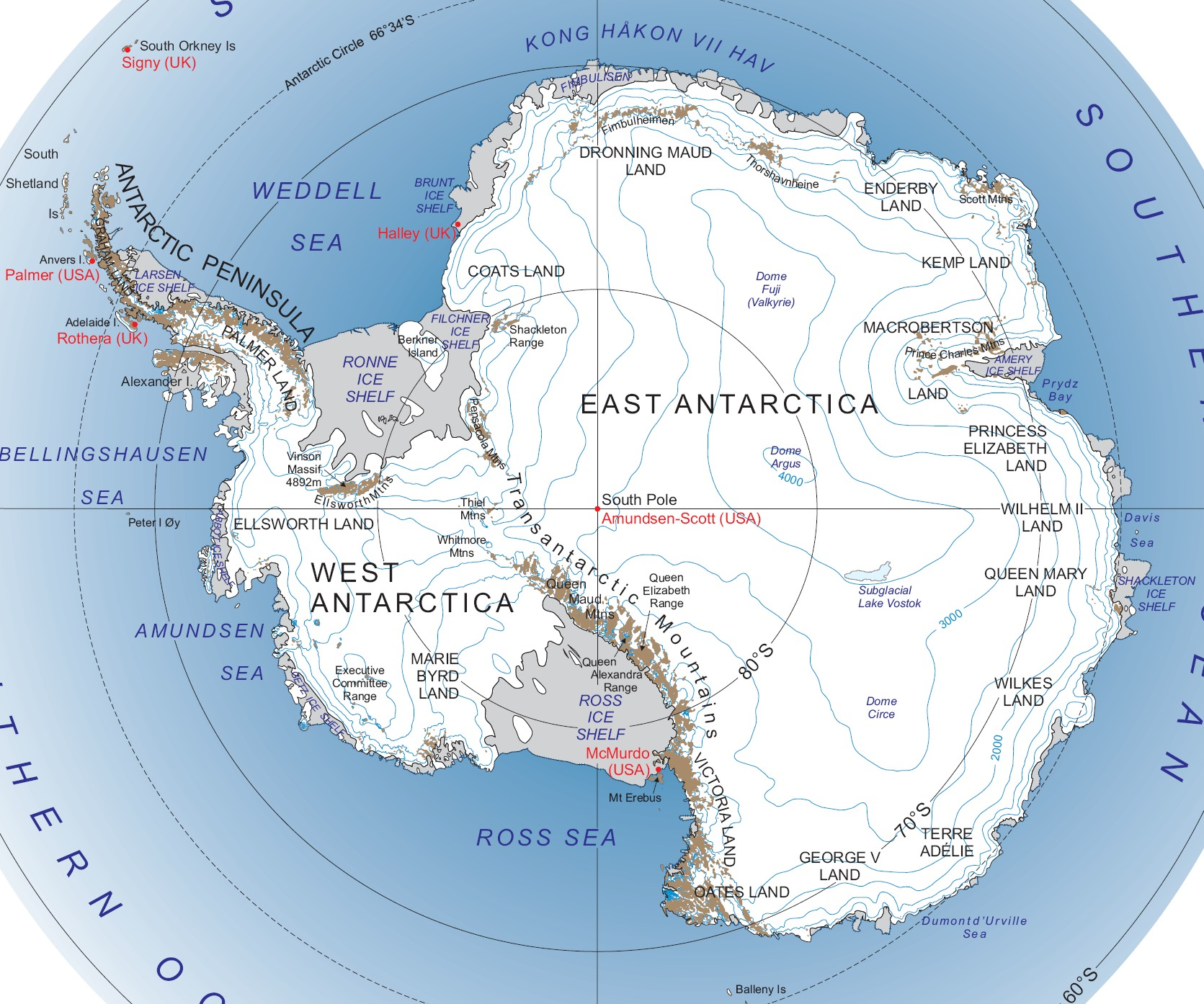
Lägeskarta, Stillwellbergen i Kemp Land i kartans övre högra del.

Stillwellbergen (engelska: Stillwell Hills) är en antarktiska oas i östra Antarktis.

## Geografi
Stillwellbergen ligger i Östantarktis i Kemp land nära Holme Bay.
Området har en area på cirka 96 km² och sträcker sig cirka 13 km från nordväst till sydöst längs viken William Scoresby Bay.
Bergen består av gnejs och den högsta höjden är Kemp Peak med cirka 340 m ö.h.
Australien gör anspråk på området. Toppen på Stillwellbergen är 1 meter över havet.
Terrängen runt Stillwell Hills är platt. Havet är nära Stillwell Hills åt nordost. Det finns inga samhällen i närheten. 

## Historia
Stillwellbergen utforskades i februari 1936 av en av "Discovery Investigations" expeditioner och även av norske redaren Lars Christiansens expedition 1936-1937. Då fotograferades området från luften och utifrån dessa bilder framställdes senare en karta.
1961 utforskades området ytterligare av "Australian National Antarctic Research Expeditions" (ANARE).
Namnet föreslogs av "Australian Antarctic Names and Medals Committee" efter Frank Leslie Stillwell, geologen i den första Australiska Antarktisexpeditionen under ledning av Douglas Mawson. 1970 fastslogs det nuvarande namnet av amerikanska "Advisory Committee on Antarctic Names" (US-ACAN, en enhet inom United States Geological Survey).
2010 upptäcktes en ny kvalsterart (Antarctic Mite) i området.